# ویران‌شهر

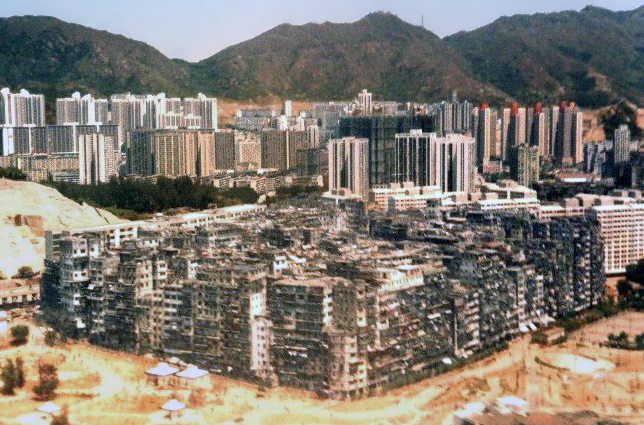
شهرک محصور کاولون، هنگ کنگ بریتانیا، ۱۹۸۹، تجسمی از یک ویران شهر

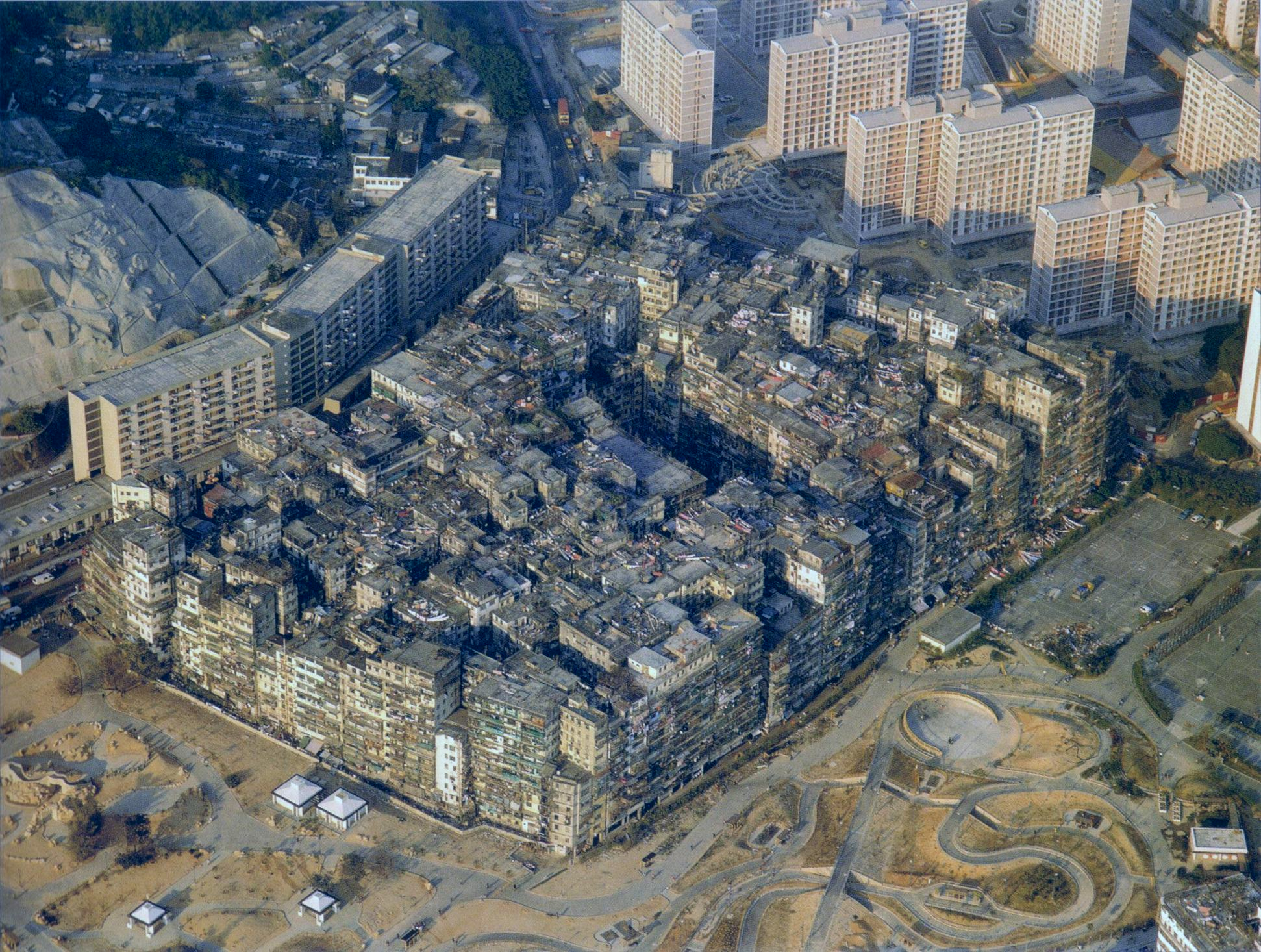
Life in Kowloon Walled City has often inspired the dystopian identity in modern media works.

ویران‌شهر (به انگلیسی: Dystopia) یا پاد-آرمان‌شهر یک جامعه یا سکونت‌گاه خیالی در داستان‌های علمی–تخیلی است که در آن، ویژگی‌های منفی، برتری و چیرگی کامل دارند و زندگی در آن دلخواهِ هیچ انسانی نیست. این جوامع معمولاً زمانی از یک جامعه را نشان می‌دهند که به نابودی و هرج‌ومرج رسیده‌است. این جوامع در زمان‌هایی بد و شوم ترسیم می‌شوند. با این تعریف، یک «جامعهٔ پاد-آرمانی» نقطهٔ مقابل و وارونهٔ یک جامعهٔ آرمانی (آرمان‌شهر) است. آرمان‌شهرها جوامعی خیالی هستند که در آن‌ها همه‌چیز مثبت و ایدئال است. ترسیم یک جامعهٔ پادآرمان و بدزمانه توسط نویسندگان آینده‌گرا معمولاً به‌منظور هشدار به مردم در مورد ادامه یا افزایش چیرگی برخی معضلات اجتماعی صورت می‌گیرد.

## واژه‌گزینی
معادل‌های متفاوتی برای واژهٔ «dystopian» در فارسی پیشنهاد شده‌اند؛ ویران‌شهر (مصوب فرهنگستان زبان)، پادآرمان‌شهر، تباه شهری، مدینهٔ فاسده (در برابر مدینهٔ فاضله)، مدینهٔ ضاله، دُش‌شهر (گرته‌برداری از Dystopia در انگلیسی)، پسارستاخیز

## مضمون‌ها
برخی از موضوعات ویران‌شهری محبوب در داستان‌ها عبارت‌اند از:
- جامعه‌ای که در آن هیچ آزادی‌ای دیگر وجود ندارد (حتی آزادی‌های کوچک شخصی) و حکومتی تمامیت‌خواه بر همه‌چیز انسان‌ها حکم می‌راند.
- جامعه‌ای که توسط رایانه‌ها و ربات‌ها اداره و کنترل می‌شود.
- داستان‌هایی دربارهٔ سرنگونی امپراتوری‌های جهان در آینده.
- جامعه‌ای که در آن همه‌چیز و همه‌کس همانند و یکسان است و در آن ابراز احساسات و نمایاندن جنبه‌های فرهنگی ممنوع است.
- جامعه‌ای که در آن انسان‌ها تنها نقش خوراک برای موجودات دیگر را دارند یا اینکه انسان‌ها را برای برداشت اندام و احشاء آن‌ها پرورش می‌دهند.
- جهانی که در آن در پی جنگ هسته‌ای، بیماری یا فاجعه‌ای دیگر نسل بشر تقریباً برافتاده است.

## آثار معروف ویران‌شهری

### کتاب
- ماشین از کار می‌ایستد (۱۹۰۹) نوشتهٔ ای ام فورستر
- ما (۱۹۲۴) نوشتهٔ یوگنی زامیاتین
- دنیای قشنگ نو (۱۹۳۲) نوشتهٔ آلدوس هاکسلی
- مزرعهٔ حیوانات (۱۹۴۵) نوشتهٔ جورج اورول
- ۱۹۸۴ (۱۹۴۹) نوشتهٔ جورج اورول
- ۴۵۱ درجه فارنهایت (۱۹۵۳) نوشتهٔ ری بردبری
- میرا (۱۹۶۷) نوشتهٔ کریستوفر فرانک
- سه‌پایه‌ها (۱۹۶۷) نوشتهٔ جان کریستوفر؛ در ابتدا سه‌گانه‌ای مشهور با عنوان‌های کوه‌های سفید، شهر طلا و سرب و برکهٔ آتش و ۲۰ سال بعد از آن کتاب چهارم یا آغاز ماجرا با عنوان وقتی سه‌پایه‌ها به زمین آمدند
- این هنگامه بی‌عیب (۱۹۷۰) نوشتهٔ آیرا لوین (در سال ۱۳۶۳ در ایران با ترجمه جمشید نرسی بنام یونی‌کامپ چاپ شده‌است[۷])
- تصادف (۱۹۷۳) نوشتهٔ جیمز گراهام بالارد
- وی مثل وندتا (۱۹۸۲ – ۱۹۸۹) نوشتهٔ آلن مور و دیوید لوید
- سرگذشت ندیمه (۱۹۸۵) نوشتهٔ مارگارت اتوود
- اطلس ابر (۲۰۰۴) نوشتهٔ دیوید میچل (بخش شهادتنامه سانمی-۴۵۱)
- سه‌گانه بازی‌های گرسنگی شامل جلد اول: بازی‌های گرسنگی (۲۰۰۸)، جلد دوم: اشتعال (۲۰۰۹)، جلد سوم: زاغ مقلد یا ماکینگ‌جِی (۲۰۱۰) نوشتهٔ سوزان کالینز
- میان ستاره‌ای نوشته کریستوفر نولان ۲۰۱۴
- شهر گاتهام در مجموعه کتاب‌های کمیک دی‌سی
- سندروم ژولیت نوشته ضحی کاظمی[نیازمند منبع]

### فیلم
- آلفاویل (۱۹۶۵) به کارگردانی ژان لوک گدار
- فارنهایت ۴۵۱ (۱۹۶۶) به کارگردانی فرانسوا تروفو
- پرتقال کوکی (۱۹۷۱) به کارگردانی استنلی کوبریک
- بلید رانر (۱۹۸۲) به کارگردانی ریدلی اسکات
- وی مثل وندتا (۲۰۰۵) به کارگردانی جیمز مک‌تیگو
- جاده (۲۰۰۹) به کارگردانی جان هیلکات
- سر وقت (۲۰۱۱) به کارگردانی اندرو نیکول
- سریال آینهٔ سیاه (۲۰۱۱–اکنون) به کارگردانی چارلی بروکر
- اطلس ابر (۲۰۱۲) به کارگردانی تام تیکور و واچوفسکی‌ها
- میان‌ستاره‌ای (۲۰۱۴) به کارگردانی کریستوفر نولان
- مد مکس: جادهٔ خشم (۲۰۱۵) به کارگردانی جرج میلر
- خرچنگ (۲۰۱۵) به کارگردانی یورگوس لانتیموس
- سریال سرگذشت ندیمه (۲۰۱۷–اکنون) به کارگردانی بروس میلر
- فارنهایت ۴۵۱ (۲۰۱۸) به کارگردانی رامین بحرانی
- بازی‌های عطش به کارگردانی فرانسیس لارنس
- دایورجنت
- دونده مارپیچ

### موسیقی
- پادآرمانشهر از مگادث
- آنیما از تام یورک
- Dystopia از zico
- Flames از زین مالک

### بازی رایانه‌ای
- bioshock series
- The Last of us
- مدارک لطفاً از لوکاس پوپ[۸]
- horizon zero down
- سایبرپانک ۲۰۷۷
- Disco Elysium